# Бангор
Банго́р (англ. Bangor) — місто на півночі Уельсу, в області Гвінет, біля узбережжя Ірландського моря. Одне з найменших міст Великої Британії.
Населення міста становить 15 280 осіб (2001), з них близько 8 тис. студентів Бангорського університету.
Місто відоме своїм Бангорським університетом.

## Цікаві факти
- Валлійською мовою володіють 76,7 % населення.
- Міська футбольна команда «Бангор Сіті», заснована ще в 1876 році — одна з перших команд світу, є трикратним чемпіоном Уельсу, зараз виступає у валлійській прем'єр-лізі.